# Zhou Daguan
Zhou Daguan (em chinês: 周達觀 (tradicional) ou	 周达观 (simplificado); romaniz.: Zhou Daguan (pinyin) ou Chou Ta-kuan (Wade-Giles) foi um diplomata chinês sob Temur Cã (r. 1294–1307) da China Iuã. É conhecido por seus relatos dos costumes do Camboja e os complexos templários de Anguecor durante sua visita ao Império Quemer. Chegou a Anguecor em agosto de 1296 e permaneceu na corte do rei Indravarmã III (r. 1295–1308) até julho de 1297.